# Joaquim Rubió i Ors
Joaquim Rubió i Ors, né à Barcelone en 1818 et mort en 1899, est un écrivain catalan et l'une des grandes figures des débuts de la Renaixença catalane.

## Œuvres
- Lo Gayter del Llobregat (1841)
- Historia Universal (1875).
- Breve reseña del actual renacimiento de la lengua y literatura catalanas (1877)
- Gaiter (1888)